# Vickers Medium Mark II
Der Vickers Medium Mark II war ein britischer Panzer der von Vickers in der Zwischenkriegszeit gebaut wurde.
Der Medium Mark II war eine Weiterentwicklung des Vickers Medium Mark I und sollte unter anderem die wenigen sich noch im Dienst befindlichen Medium Mark C ersetzen. Die Produktion und die Umbauten zogen sich von 1925 bis 1934 hin. Im Jahr 1939 wurde das letzte Fahrzeug ausgemustert, als Ersatz stand der Cruiser Tank Mk I zur Verfügung.
Gegenüber dem „Vickers Mark I“ wurden einige Verbesserungen vorgenommen: ein höherer Aufbau mit einem erhöhten Fahrersitz, eine verbesserte Aufhängung, die durch stählerne Schürzen verdeckt war und Rackham-Kupplungen, die eine einfache Form der mechanischen Lenkhilfe waren. Aufgrund eines etwas höheren Gewichts war seine Geschwindigkeit mit 13 mph (20,8 km/h) anstelle 15 mph (24 km/h) etwas geringer als die des „Medium Mark I“.

## Aussehen
Der „Mark II“ nutzte die gleiche Wanne, die gleiche Federung und das gleiche Getriebe wie der „Mark I“ hatte aber geänderte Aufbauten.
Er war mit einer Kanone „Ordnance QF 3 pounder gun“ (Kaliber 47 mm) und vier Maschinengewehren im Turm ausgestattet. In der Rückseite des Turms gab es eine Klappe, so dass man ein Maschinengewehr zur Luftabwehr einsetzen konnte. An der rückwärtigen Seite befand sich links und rechts je ein Vickers-Maschinengewehr.

## Einsatzgeschichte
Der „Vickers Medium Mark II“ und sein Vorgänger „Vickers Medium Mark I“ ersetzten auch die noch im Dienst stehenden Mark-V-Panzer. Beide Typen wurden vom Royal Tank Regiment bis zum Beginn der Aussonderungsphase 1938 eingesetzt. Den ersten Kampfeinsatz sah das Fahrzeug, als zwei Exemplare 1935 an der Nordwestgrenze in Indien gegen aufständische Stämme eingesetzt wurden.
Im November 1939 wurden einige der Fahrzeuge nach Ägypten geschickt, wo sie für Experimente der Mobile Division (Egypt) unter dem Kommando von Major-General Sir Percy Hobart dienen sollten. Die Versuche wurden bereits vor der italienischen Kriegserklärung im Juni 1940 eingestellt, die Fahrzeuge aus dem Kampfeinsatz genommen und nur noch zur Fahrschulausbildung verwendet. Kein fahrbereiter „Vickers Medium Mark II“ stand der italienischen Invasion in Ägypten im September 1940 gegenüber, aber mindestens einer wurde in der britischen Verteidigungslinie bei Mersa Matruh als verbunkertes Geschütz eingegraben. Gemäß der Dokumentation „Wavell's 30,000“ sollen einige Panzer, die den „Mark II“ zumindest ähnlich sehen die britische Infanterie im Kampf gegen Grazianis Truppen in der westlichen Wüste unterstützt haben. Die bewussten Fahrzeuge sind im Zeitabschnitt 35:28–35:37 zu sehen.
Während der Vorbereitungen zur Abwehr einer deutschen Invasion Großbritanniens im Zweiten Weltkrieg wurden im Sommer 1940 einige dieser veralteten Fahrzeuge für kurze Zeit reaktiviert, blieben aber ohne Verwendung.

## Varianten

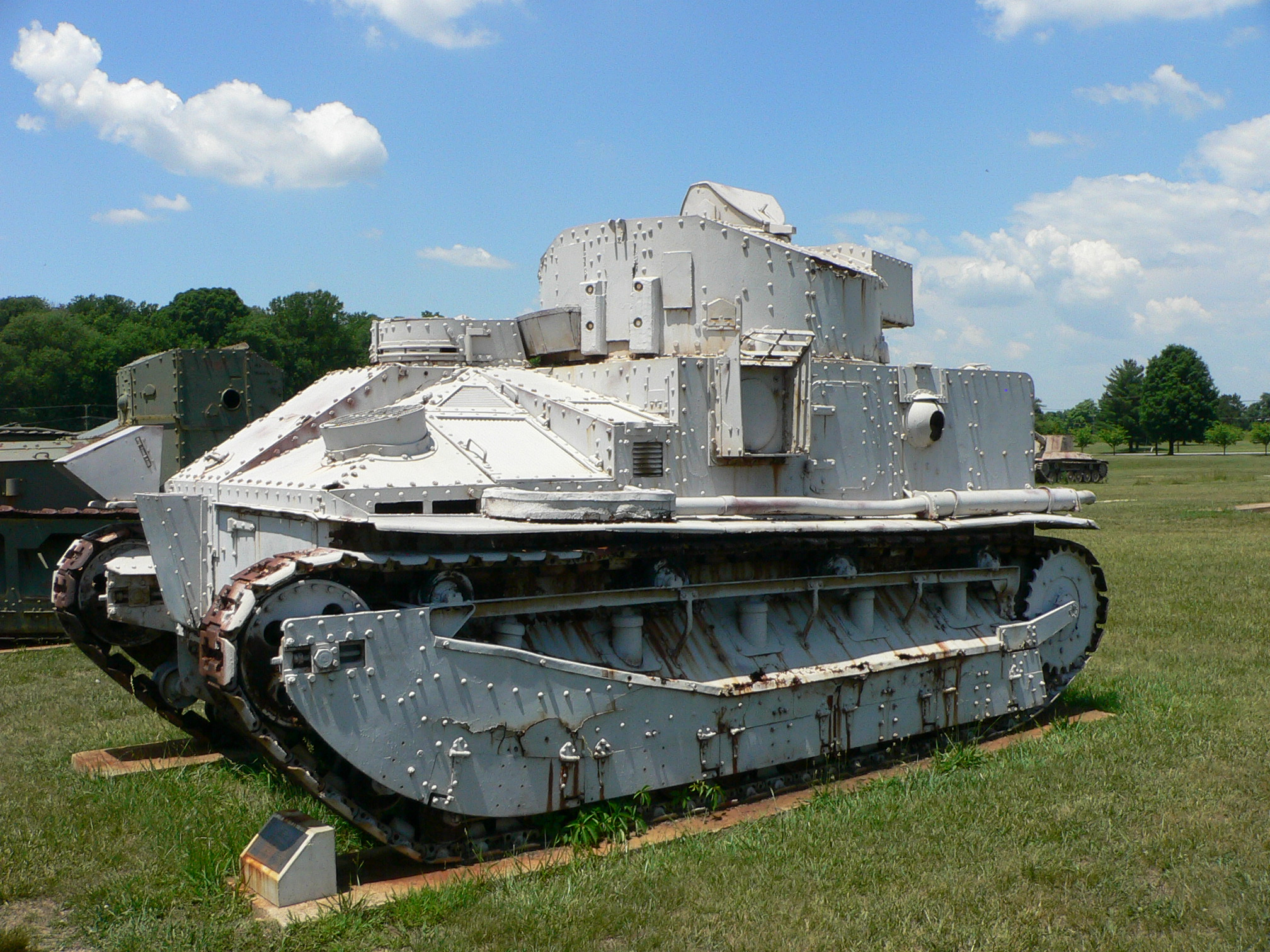
Vickers Medium Mk IIA ohne Bewaffnung im United States Army Ordnance Museum, Aberdeen (Maryland)

- Mark II: Erste Version, von der etwa 100 Exemplare hergestellt wurden

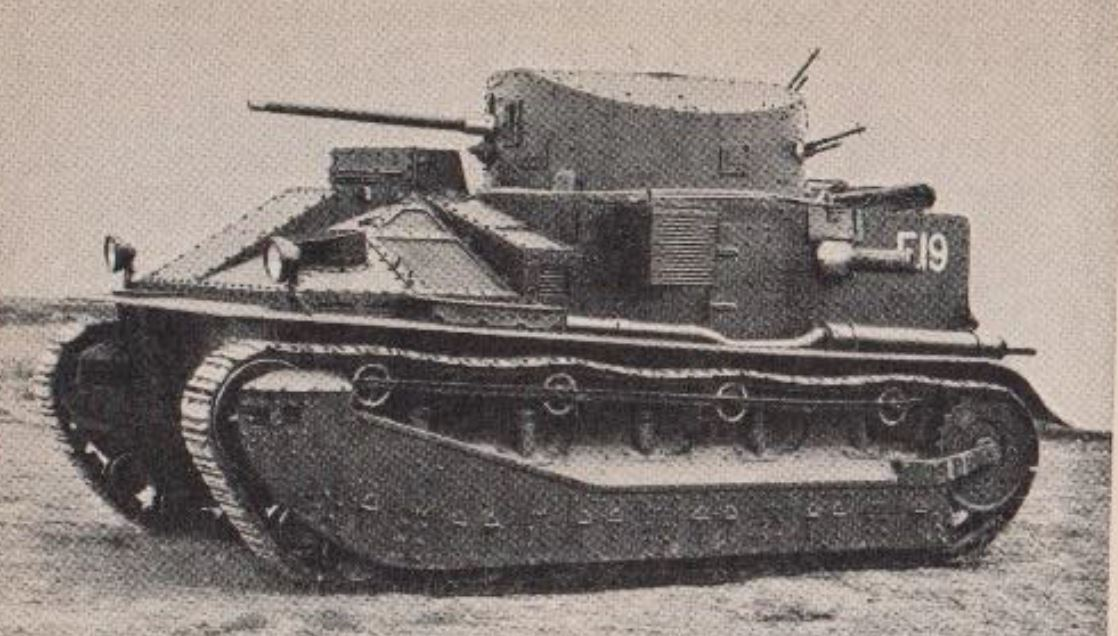
Mark II

- Mark II*: 56 Fahrzeuge wurden umgebaut. Sie erhielten ein koaxiales Vickers-Maschinengewehr und der Sitz des Kommandanten wurde etwas nach hinten versetzt, um zu verhindern, dass ihm der Verschluss der Kanone beim Rücklauf in den Magen schlug.
- Mark IIA: 20 dieser Exemplare wurden 1930 nachgefertigt. Die Abschrägung am Turmheck entfiel, ein elektrischer Ventilator wurde unter Panzerschutz auf der linke Seite installiert. Die Wehrmacht führte in den der Loseblattsammlung Kennblätter fremden Geräts das Fahrzeug und der Bezeichnung mittlerer Panzerkampfwagen Mk II A 738 (e)

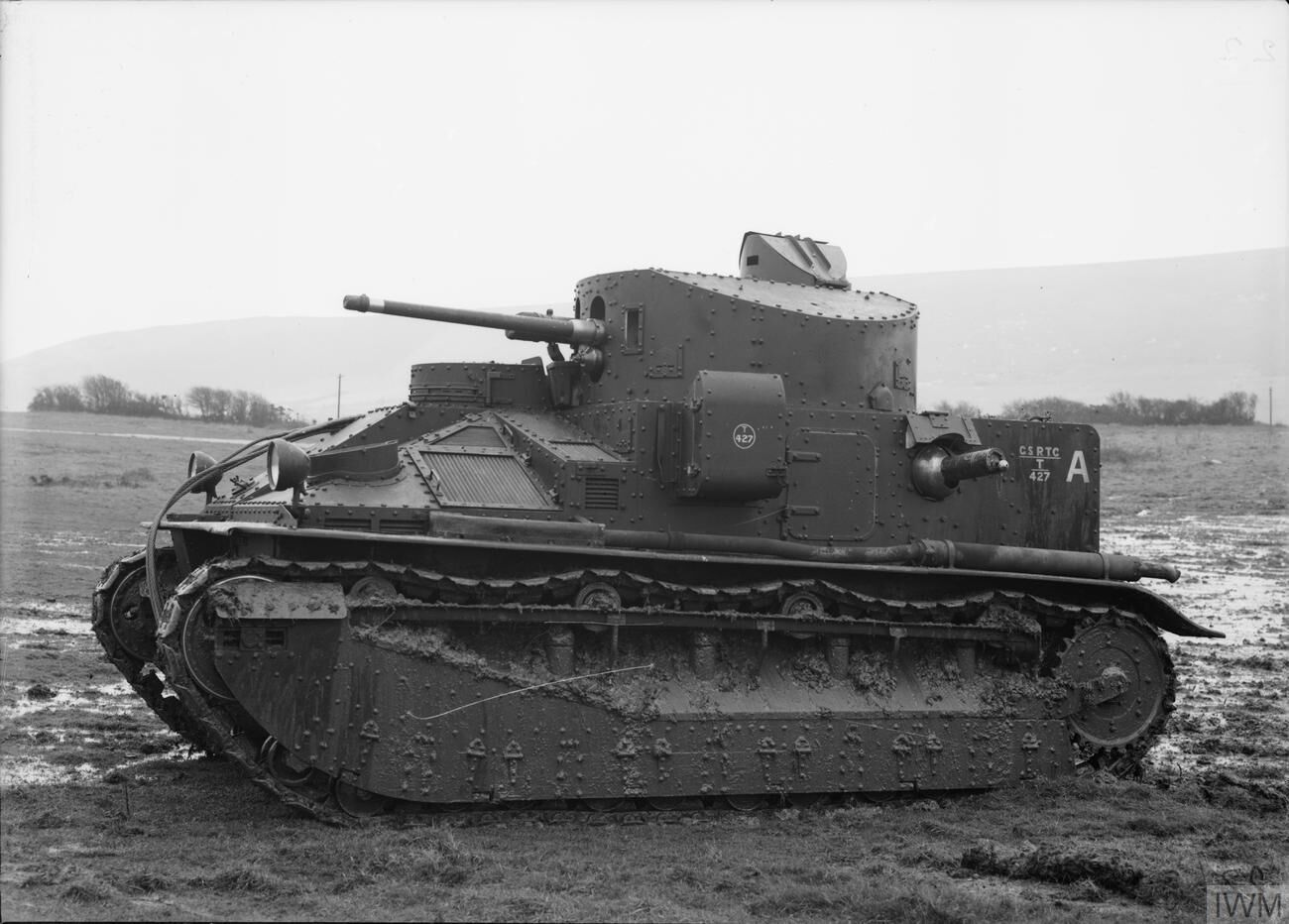
Mark IIA

- Mark II**: 1932 wurden die verbliebenen 44 Fahrzeuge mit einem Funkgerät in einem gepanzerten Behälter am Turmheck ausgestattet. Das Gewicht erhöhte sich auf 13.5 short tons (12,24 t).
- Mark IIA*: 20 Mark IIA wurden zu Mark-II**-Standard umgerüstet.
- Medium Mark II Tropical: 1928 wurden fünf Fahrzeuge nach Ägypten transportiert. Es wurde der Versuch unternommen, sie gegen die starke Hitze zu isolieren, so mit der Anbringung von Asbestplatten auf der Oberseite.
- Mark IIA CS: Einige Mark IIA wurden später zu Nahunterstützungsfahrzeugen (Close support vehicles) umgerüstet. Die Kanone wurde durch eine 93-mm-Haubitze (15-pounder 3.7 inch howitzer) ersetzt, die hauptsächlich zum Verschießen von Nebelgranaten gedacht war, es wurden aber auch einige Sprenggranaten mitgeführt.[5] Jede Stabskompanie war mit zwei solchen Fahrzeugen ausgestattet.[5] Das Gewicht stieg auf 14 Tonnen.
- Mark D : Der „Vickers Mark D“ war ein eigenes Modell, das für den Freistaat Irland gebaut und 1929 geliefert wurde. Es hatte einen stärkeren Motor (luftgekühlter Sechszylinder-Sunbeam-Amazon-Reihenmotor mit 9,26 l Hubraum und 160 hp (119 kW) bei 2100 Umdrehungen in der Minute). Als Bewaffnung dienten eine QF-6-pounder-Hotchkiss-Kanone und vier Vickers-.303-Maschinengewehre. Die Fahrzeuge wurden 1940 verschrottet.
- Medium II Bridgecarrier: Versuchsobjekt. Es sollte herausgefunden werden, ob man den Mark II zu einem Brückenlegepanzer umbauen könne. Das Vorhaben wurde eingestellt.
- Medium II Female: Unter dem Kommando von Lieutenant J. T. Crocker wurden 1927 zwei spezielle Fahrzeuge für Britisch-Indien gebaut. Der Turm hatte keine Kanone, sondern nur vier Vickers-Maschinengewehre. Obwohl sie nach wie vor „Mark II“ und somit mittlere (medium) Panzer waren und im allgemeinen Sprachgebrauch so bezeichnet wurden, lautete die offizielle Bezeichnung Tank Light Mark IA Special (L) India.
- Medium II Box Tank: Einzelnes Exemplar eines „Mark II“, dem 1928 der Turm entfernt und durch einen rechteckigen gepanzerten Kasten ersetzt wurde. Die Bewaffnung bestand aus einem Maschinengewehr in einer Kugelblende an der Stirnseite des Kastens. Es waren zwei Funkgeräte installiert; eines für Kommunikation auf kurze Distanz und ein weiteres für größere Entfernungen. Das Fahrzeug wurde zunächst von einem Bataillonskommandeur und dann von einem Brigadekommandeur genutzt.[5]
- Medium Mark II* Special: 1929 wurden vier Fahrzeuge für Australien gebaut. Hier war das koaxiale Maschinengewehr links im Turm und ein weiteres Vickers-Maschinengewehr auf der rechten Seite des Turms vorhanden.

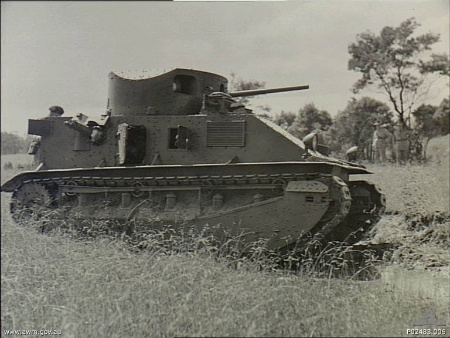
Mark II* Special

- Medium Mark II* Command Tank: 1931 wurde ein weiteres Kommandofahrzeug für die Tank Brigade produziert. Die Kanone wurde durch eine Attrappe ersetzt, der freigewordenen Platz zum Einbau eines zweiten Funkgerätes genutzt. Der Turm war verschweißt und nicht drehbar. Die Wehrmacht führte in den der Loseblattsammlung Kennblätter fremden Geräts das Fahrzeug und der Bezeichnung Panzerbefehlswagen 770 (e)

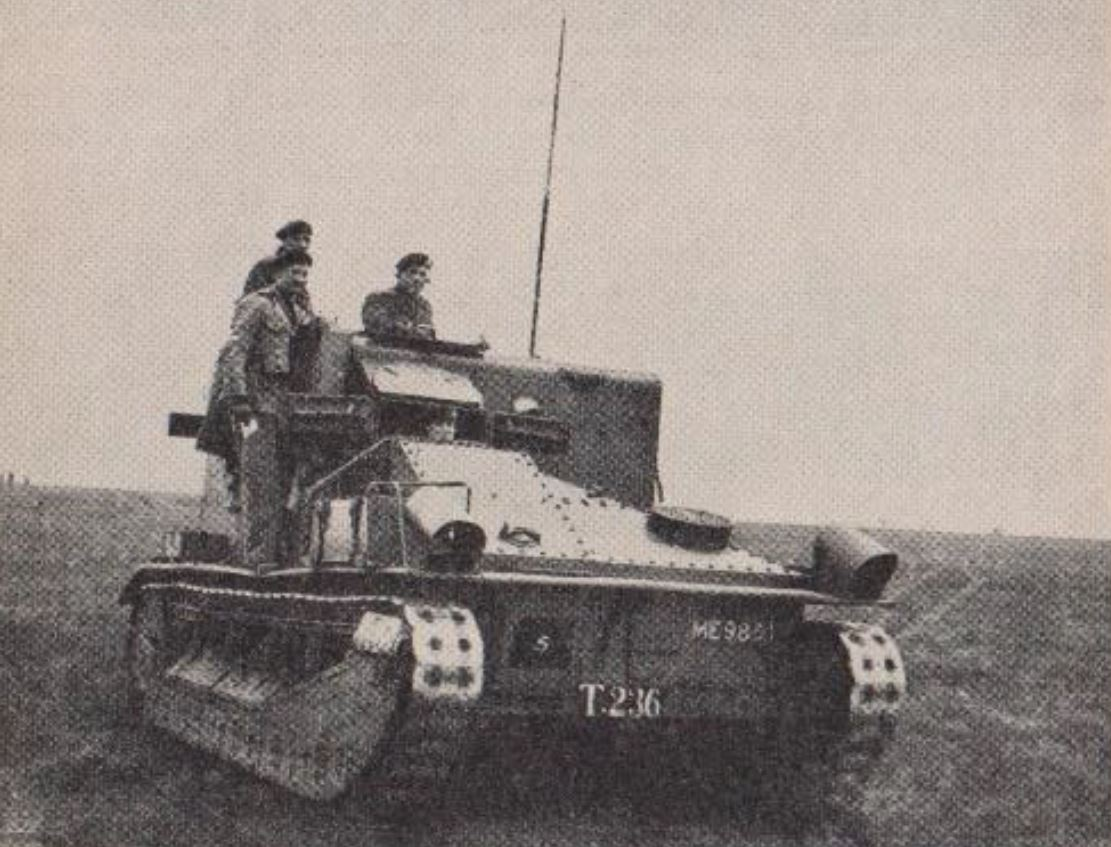

- English Workman: Diesen Spitznamen gaben die Russen den 15 (oder 16) „Vickers Medium Mk.II“, die ihnen 1931 geliefert wurden. Diese Variante hatte keine Kuppel, weniger ausgeprägte Turmschrägen und verkleidete Ventilatoren an den Rumpfseiten. Etwa ein halbes Dutzend fanden die Finnen während des Deutsch-Sowjetischen Krieges im Herbst 1941 ohne Motoren vor.[6]
- Birch gun: Als „Birch gun“[7] wurden drei zwischen 1926 und 1929 gebaute Prototypen einer Selbstfahrlafette für die Experimente im Bereich der mechanisierten Kriegsführung bezeichnet. Der „Mark I“ führte die Ordnance QF 18 pdr (Kaliber 84 mm), das „Mark II“-Chassis wurde verlängert und mit einer 75-mm-Kanone mit vergrößertem Höhenrichtbereich ausgestattet.

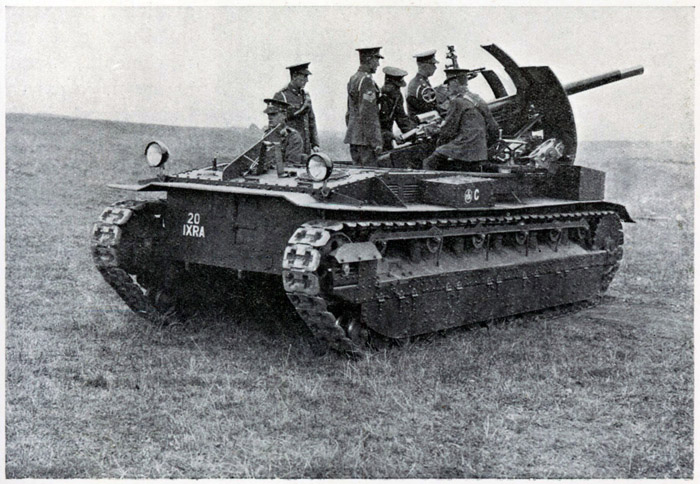
Birch gun

## Noch vorhandene Exemplare

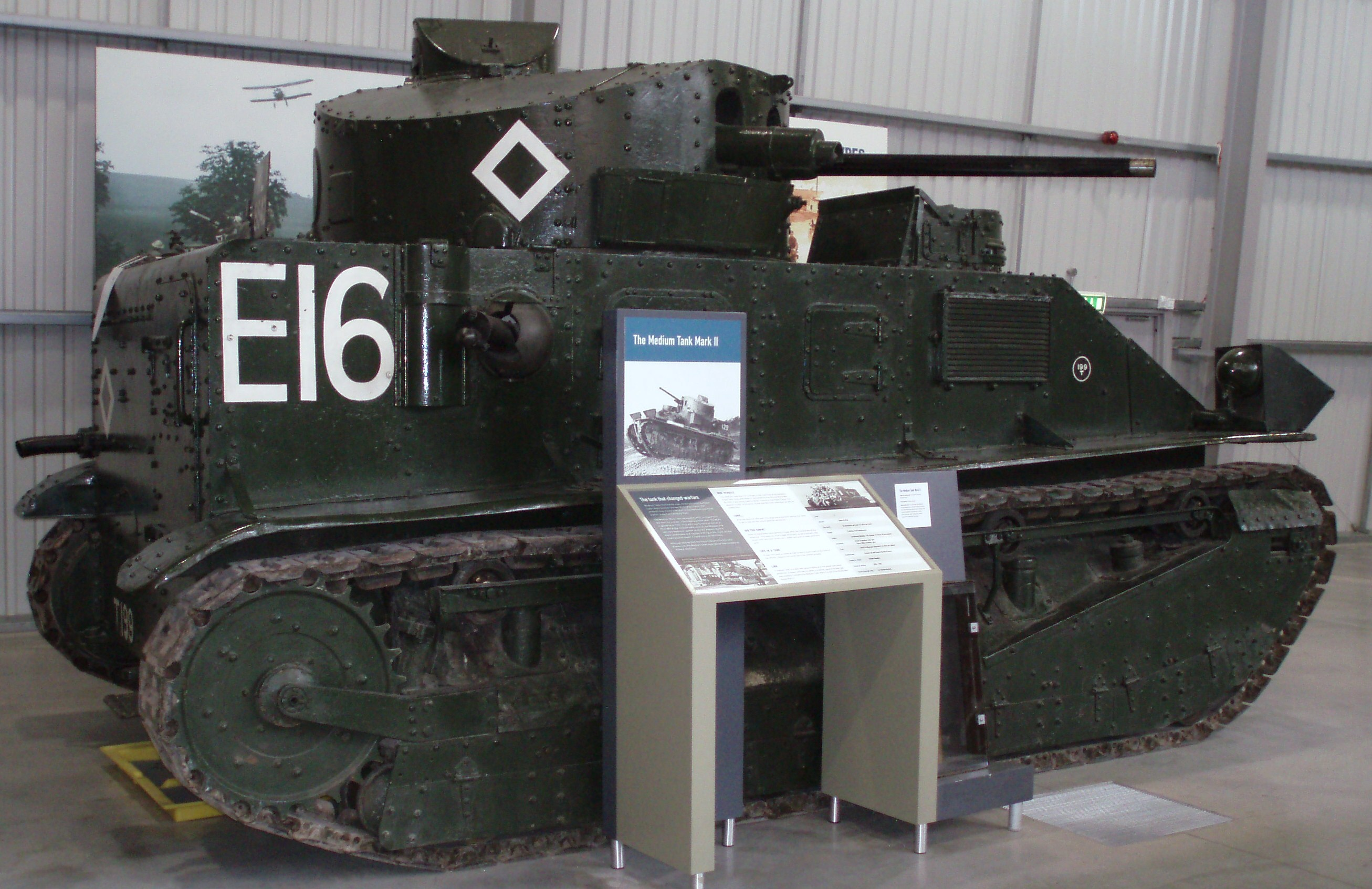
Vickers Medium Mark II im Bovington Tank Museum

Einige Vickers Medium Mark II stehen noch an verschiedenen Orten der Welt.
- Baunummer E1949.330 steht im Panzermuseum Bovington in Dorset, England.[8]
- Ein Fahrzeug befindet sich im „U.S. Army Center for Military History Storage Facility“, Anniston (Alabama) (USA).[9]
- Ein Fahrzeug steht im „Royal Australian Armoured Corps Tank Museum“, Puckapunyal Army Base, Victoria (Australien).[10]

- Ein „Vickers Medium Mk IIA“ befindet sich im „United States Army Ordnance Museum“, Aberdeen (Maryland)